# 中野駅 (長野県)
中野駅（なかのえき）は、長野県上田市中野にある上田電鉄別所線の駅である。駅番号はBE12。

## 歴史
- 1921年（大正10年）6月17日：上田温泉電軌により、川西線の駅として開業[1]。
- 1939年（昭和14年）
  - 3月19日：路線名称変更により、別所線の駅となる。
  - 9月1日：社名変更により、上田電鉄の駅となる。
- 1943年（昭和18年）10月21日：合併により、上田丸子電鉄の駅となる。
- 1969年（昭和44年）5月31日：社名変更により、上田交通の駅となる。
- 2005年（平成17年）10月3日：鉄道部門子会社化により、上田電鉄の駅となる。
- 2016年（平成28年）8月：駅ナンバリングが導入され、使用を開始[2][3]。

## 駅構造

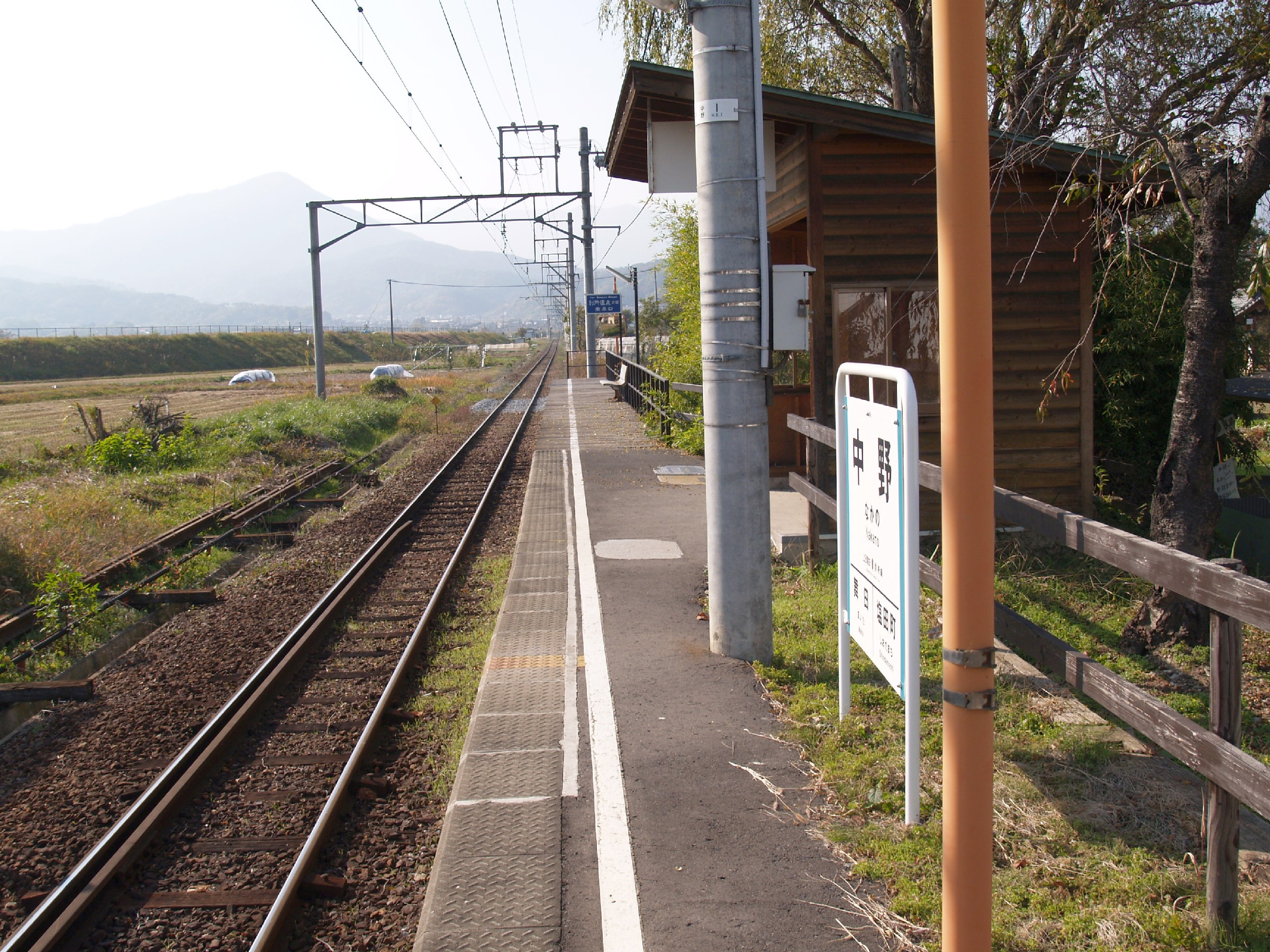
ホーム（2009年10月）

単式1面1線のホームを持つ地上駅である。現在は1面1線だが、2面2線分の敷地と架線がある（『上田丸子電鉄小史』によると、1943年（昭和18年）6月30日に停車場から停留場に変更された、とある）。待合室・駐輪場あり。かつては駅員配置駅であった。その後駅前の商店が乗車券販売業務を行う簡易委託駅となったが、昭和50年代に商店の乗車券販売がなくなり、無人駅となった。現在は商店も廃業、建物も撤去され更地となっている。 駅の東側中野踏切脇に「中野駅無料パークアンドライド駐車場」があり、旧商店側の他に駐車場側からも駅前に進入できる。

## 利用状況
近年の一日平均乗車人員の推移は下記のとおり。
| 年度   | 一日平均 乗車人員 |
| ------ | ----------------- |
| 2010年 | 39                |
| 2011年 | 44                |
| 2012年 | 36                |
| 2013年 | 46                |
| 2014年 | 49                |
| 2015年 | 43                |
| 2016年 | 41                |
| 2017年 | 42                |

## 駅周辺
小さな住宅街と農地が広がっている。
- 和手（）遺跡 - 弥生時代後期の集落跡
- 中野前池
- 甲田池

## 隣の駅
上田電鉄
■別所線
塩田町駅（BE11） - 中野駅（BE12） - 舞田駅（BE13）